# Chresjtsjatyk
De Chresjtsjatyk (Oekraïens: Хрещатик) is de hoofdstraat van de Oekraïense hoofdstad Kiev. De straat heeft een lengte van 1,2 kilometer en strekt zich uit vanaf het plein Jevropeiska plosjtsja in het noordoosten via het plein Majdan Nezalezjnosti naar het Bessarabska-plein in het zuidwesten, waar de Besarabsky-markt zich bevindt. Langs de straat staan onder meer de kantoren van de gemeenteraad van Kiev met zowel de stadsraad als het staatsbestuur, het hoofdpostkantoor, het ministerie van Agrarisch beleid, het staatscomité voor televisie en radio-uitzendingen, het centrale warenhuis TsUM en het Oekraïense Huis.
De hele straat werd tijdens de Tweede Wereldoorlog volledig verwoest door de terugtrekkende troepen van het Rode Leger en herbouwd in de neoklassieke stijl van de naoorlogse stalinistische architectuur. Onder de prominente gebouwen die het niet overleefden, waren de stads-doema van Kiev, het beursgebouw, hotel Natsional en het Ginzburg-huis. Sinds de Oekraïense onafhankelijkheid is de straat grondig gerenoveerd. Aan de straat zijn niet alleen belangrijke stedelijke instanties gevestigd, maar het is ook een populaire toeristische attractie.
Sinds 2010 is de Chresjtsjatyk opgenomen in de Top 20 van duurste winkelstraten van Europa.

## Geschiedenis
Naar verluidt is de naam Chresjtsjatyk afgeleid van het Slavische woord krest of khrest (kruis). Het ligt in een vallei die wordt doorkruist door verschillende ravijnen. Van bovenaf gezien lijkt de vallei op een kruis. Een kleine rivier, de Chresjtsjatyk-rivier, een zijrivier van de Lybid-rivier in Kiev, liep langs een groot deel van de vallei en loopt nog steeds ondergronds langs een groot deel van de straat.

### Russische Rijk
Lange tijd bleef de Chresjtsjatyk een onontwikkelde landstrook tussen verschillende buurten van Kiev: Podil (de commerciële wijk), de Bovenstad (de administratieve wijk) en de wijk Petsjersk, gebouwd rond het Holenklooster van Kiev ("Petsjersk Lavra").
De ontwikkeling van het gebied begon pas in de 19e eeuw. Het ravijn werd opgevuld en al snel volgde een versnelde constructie. Tegen het midden van de 19e eeuw was de Chresjtsjatyk de belangrijkste verkeersader van Kiev geworden, dankzij de snelle groei van de stad tijdens de industriële revolutie in het keizerlijke Rusland. De straat werd al snel het centrum van het commerciële leven van Kiev, terwijl de stad zelf zich ontwikkelde tot het belangrijkste commerciële centrum in het zuidwesten van het Russische rijk.
In 1892 werd de eerste elektrische tramlijn in het Russische rijk in Kiev aangelegd, en in 1894 werd de lijn verlengd tot de Chresjtsjatyk. De tram zou er 40 jaar lang rijden. 

### Revolutie
Tijdens de chaotische periode na de Russische Revolutie van 1917, waarin de stad regelmatig van eigenaar wisselde tussen Oekraïense, Duitse, Poolse en bolsjewistische troepen, werden verschillende gebouwen op de Chresjtsjatyk zwaar beschadigd. Op 9 mei 1920 vierde het Poolse leger onder generaal Rydz-Smigly zijn verovering van Kiev met een ceremoniële parade op de Chresjtsjatyk. De Polen werden echter binnen enkele weken verdreven door het bolsjewistische tegenoffensief.

### interbellum

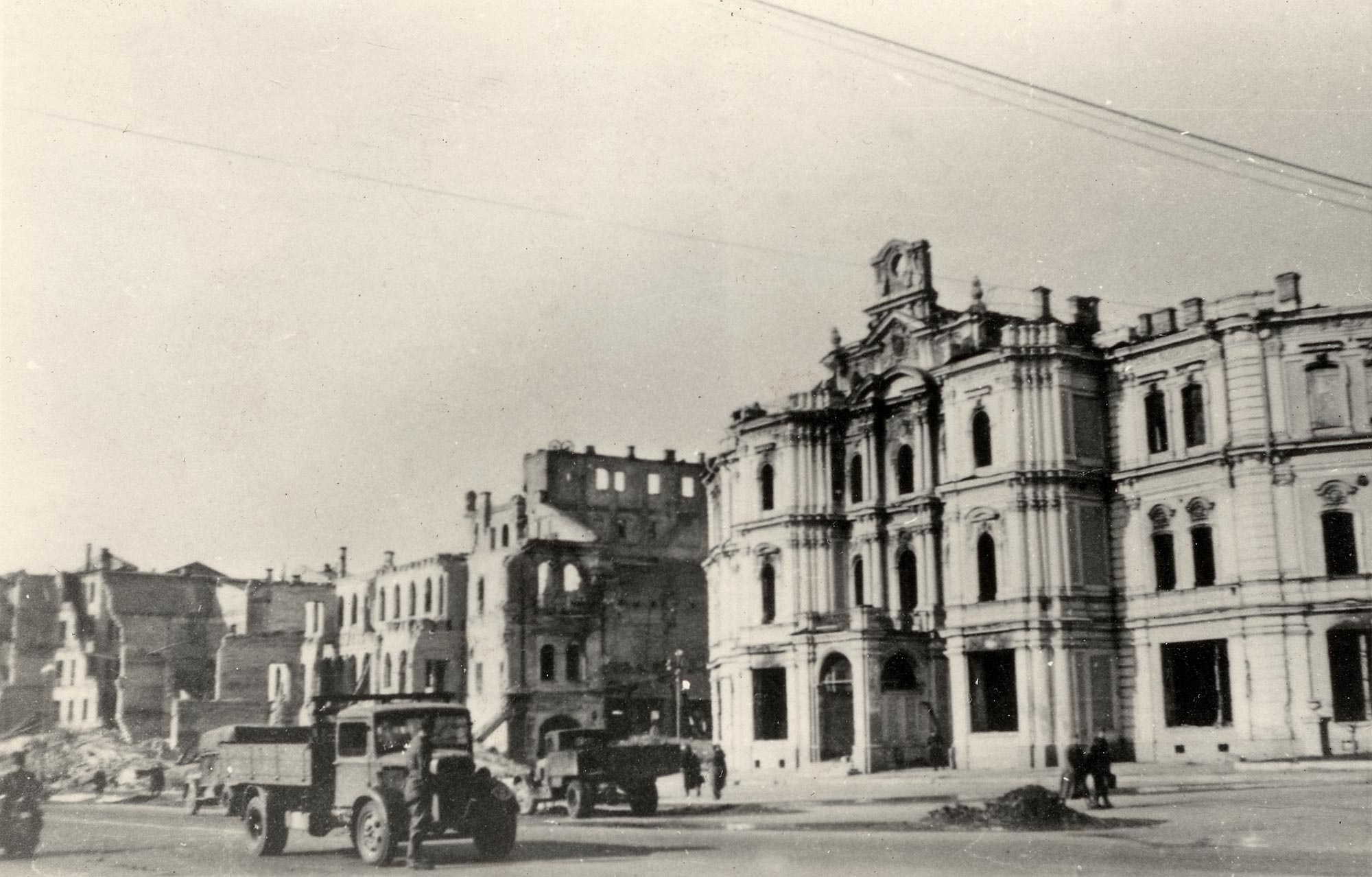
Het gebouw van de Doema werd zwaar beschadigd tijdens de bombardementen op Kiev in de Tweede Wereldoorlog.

Tussen de twee wereldoorlogen werd de Chresjtsjatyk herbouwd. Tussen 1923 en 1937 werd de straat vernoemd naar V.V. Vorovsky, een vroege bolsjewistische diplomaat, die in Zwitserland was vermoord. Halverwege de jaren dertig werden de tramlijnen afgebroken en werden de trams vervangen door trolleybussen.

### Tweede Wereldoorlog
Tijdens de Tweede Wereldoorlog werd bijna elk gebouw in de straat van explosieven voorzien door de terugtrekkende troepen van het Rode Leger. In september 1941, nadat Duitse troepen de stad hadden bezet, werden de lonten vervolgens op meer dan 400 kilometer afstand radiografisch ontstoken. De ineenstorting van meer dan driehonderd gebouwen aan de Chresjtsjatyk die hierop volgde, was de eerste operatie in de geschiedenis waarbij radiografisch gestuurde explosies over lange afstand voor militaire doeleinden werden gebruikt. Van wat er nog over was aan gebouwen in het historisch centrum van Kiev werd een groot deel gesloopt. Deze onverwachte wijze van oorlogsvoering veroorzaakte paniek en bracht zware verliezen toe aan zowel de bezetter als aan de resterende burgerbevolking van de stad.
Onder Duitse bezetting werd de straat omgedoopt tot Eichhornstrasse, naar de Duitse Eerste Wereldoorlog veldmaarschalk Hermann von Eichhorn, opperbevelhebber van Legergroep Kiev (Heeresgruppe Kiew) en tegelijkertijd militaire gouverneur van Oekraïne tijdens de vorige Duitse bezetting, die in 1918 op de Chresjtsjatyk was vermoord door de sociaal-revolutionair Boris Donskoi. 

### Sovjet-Oekraïne

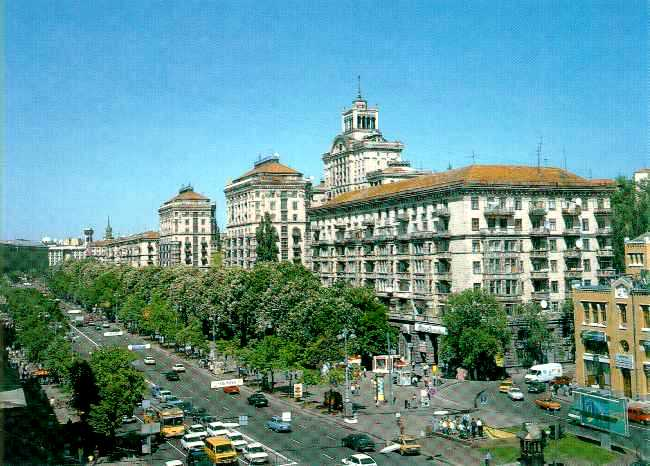
De Chresjtsjatyk en zijn stalinistische architectuur in de vroege jaren tachtig.

Na de Tweede Wereldoorlog werd de Chresjtsjatyk herbouwd. Tussen 1950 en 1960 werd de straat verbreed tot 75-100 meter en werden er nieuwe gebouwen opgetrokken in de neoklassieke stalinistische bouwstijl. Belangrijke gebouwen van het nieuwe ensemble zijn het gemeentehuis (Kyivrada), het centrale postkantoor (Posjtamt) en het vakbondshuis (Boedynok Profspilok).
De brede straat werd gebruikt voor demonstraties en parades ter ere van de Dag van de Arbeid (1 mei, tot 1969), Dag van de Overwinning (9 mei) en de Oktoberrevolutie.
De straat was een van de eerste herkenningspunten van Kiev waar in 1960 de metro van Kiev reed. Het metrostation Chresjtsjatyk was het eerste overstapstation van het metrosysteem toen in 1976 een tweede metrolijn werd geopend.
Op 1 mei 1986, een paar dagen na de kernramp in Tsjernobyl, hielden de Sovjetautoriteiten een traditionele 1 mei-parade op de Chresjtsjatyk, om "de mensen te kalmeren" en "paniek te voorkomen". Duizenden inwoners van de stad, waaronder veel kinderen, werden blootgesteld aan gevaarlijke doses straling.
Eind jaren tachtig stortte het portiek van het gebouw van het centrale postkantoor gedeeltelijk in tijdens hevige regen, waarbij een dozijn mensen omkwamen en sommigen gewond raakten. Het portiek werd in de jaren daarna herbouwd volgens het oorspronkelijke ontwerp.
Op 24 juli 1990 vond de eerste ceremoniële hijsing van de Oekraïense nationale vlag plaats op de Chresjtsjatyk, op de grote vlaggenstok van de gemeenteraad van Kiev. Door de centrale ligging werd de straat de standaard locatie voor politieke bijeenkomsten.

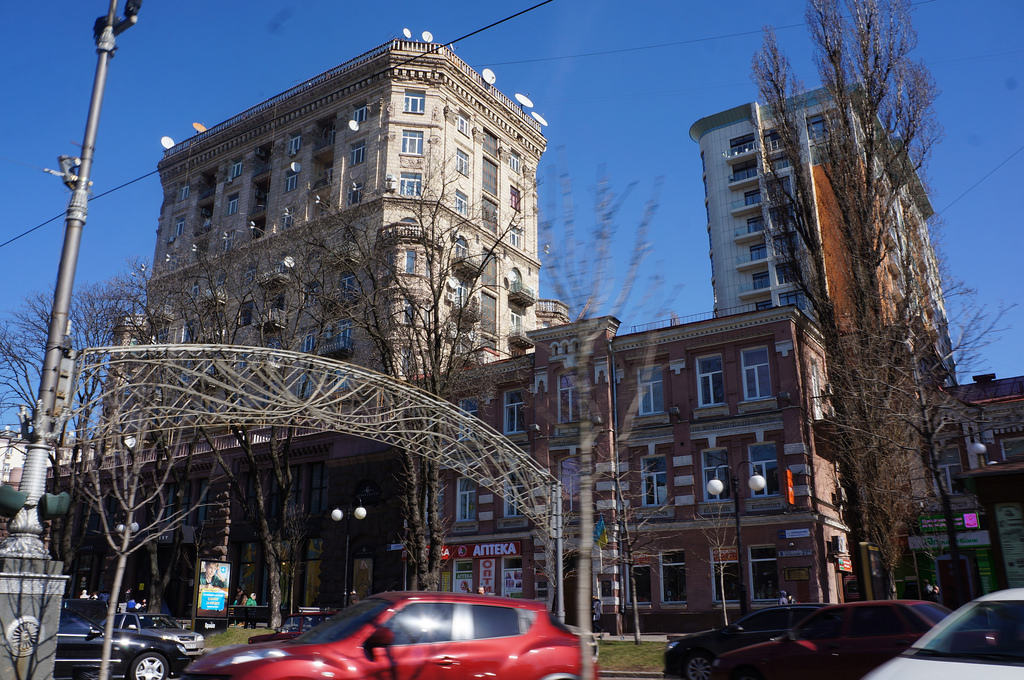
Keizerlijke, stalinistische en moderne gebouwen op de Chresjtsjatyk

Na de ontbinding van de Sovjet-Unie en de onafhankelijkheid van Oekraïne, kreeg de laan een bredere status als hoofdstraat van het land. Eind jaren 90 vond een complexe reconstructie plaats en de meeste gebouwen werden cosmetisch gereinigd, gerenoveerd en voorzien van kleurrijke verlichting. Er werden ook moderne elektronische billboards en schermen geïnstalleerd.
In de jaren 2000-01 waren de Chresjtsjatyk en de Maidan Nezalezjnosti het centrum van de massale protestcampagne die bekend staat als Oekraïne zonder Koetsjma. Om de demonstranten buiten de deur te houden, gaf de burgemeester (destijds Oleksandr Omeltsjenko) opdracht tot een ingrijpende reconstructie van de straat, wat leidde tot een ingrijpende verbouwing van Maidan Nezalezjnosti en de bouw van twee grote ondergrondse winkelcentra.
In de winter van 2004 waren de Chresjtsjatyk en de Maidan Nezalezjnosti het middelpunt van de belangrijkste publieke protesten van de Oranjerevolutie. Het voornaamste tentenkamp van de demonstranten bevond zich in de Chresjtsjatyk en veel gebouwen, waaronder het gemeentehuis, dienden als geïmproviseerde voedsel- en verwarmingslocaties voor de demonstranten. Op het hoogtepunt woonden meer dan een miljoen mensen uit heel Oekraïne de rally bij. Eind 2013 werd de Chresjtsjatyk ook een van de centra van de Euromaidan-protesten.

## Toerisme

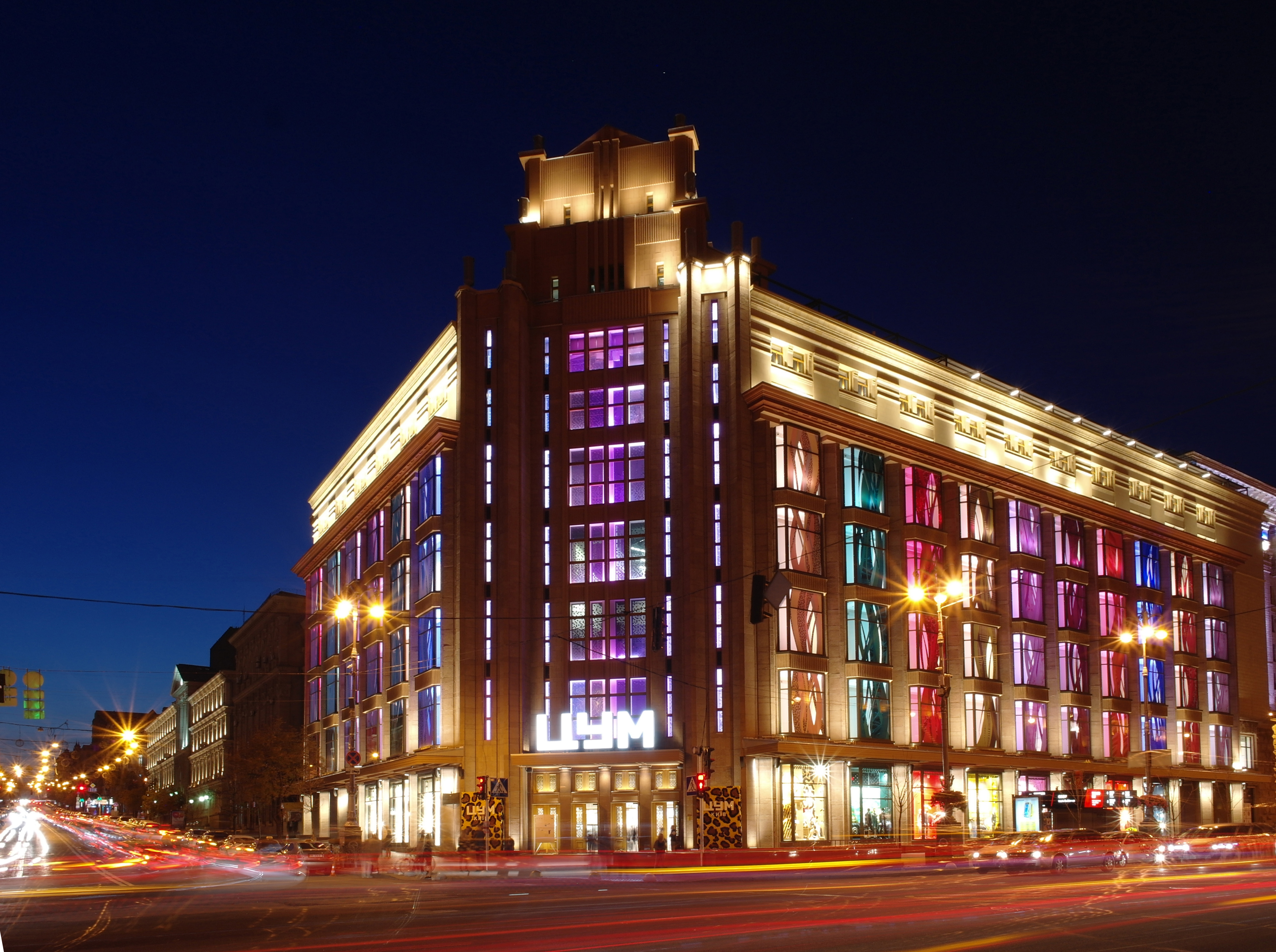
Kiev Centraal warenhuis

De Chresjtsjatyk is een populaire toeristische trekpleister. Tijdens het weekend en op feestdagen is de straat autovrij.
Aan de Chresjtsjatyk staan veel luxe winkels, cafés en restaurants.
Bezienswaardigheden langs de Chresjtsjatyk zijn achtereenvolgens (zuidwest naar noordoost):
- Bessarabska-plein, inclusief:
  - Besarabsky overdekte markt (negentiende eeuw)
  - "Besarabskykwartier" (winkels en kantorencomplex, deels negentiende eeuw, inclusief PinchukArtCentre of Contemporary Art)
  - Metrohrad, ondergronds winkelcentrum
- Centraal warenhuis (TsOeM)
- Kievpassage, een kleine smalle winkel- en woonstraat
- Gemeenteraadsgebouw (Kyivrada)
- Maidan Nezalezhnosti, waaronder:
  - Centraal postkantoor (Posjtamt)
  - Concertzaal van de Nationale Muziekacademie
  - Globus ondergronds winkelcentrum en de bewaarde ruïnes van de middeleeuwse Liadski-poort onder het plein
  - Hotel Oekrajina (voorheen Moskva genoemd)
- Jevropeiska Plotstsja, met onder meer:
  - Hotel Dnipro
  - UNIAN persbureau gebouw
  - Oekraïens Huis (Oekrajinsky Dim) conferentie- en tentoonstellingshal
  - Nationaal Philharmonisch gebouw (negentiende eeuw)
  - Vriendschapsboog, een monument gewijd aan de eenwording van Rusland en Oekraïne met de ondertekening van het Verdrag van Perejaslav

Op Chresjtsjatyk vinden veel openluchtconcerten en festivals plaats, en de straat wordt tevens veel bezocht door straatmuzikanten. Grote parades en vieringen worden gehouden op Kievdag (de laatste zondag van mei), de Dag van de Overwinning (9 mei) en de Oekraïense Onafhankelijkheidsdag (24 augustus).

## Belangrijke gebouwen
- Nr.  2: Oekraïens Huis
- Nr.  4: UNIAN-gebouw
- Nr. 15: Passage
- Nr. 24: Ministerie van Agrarisch Beleid
- Nr. 36: Gemeenteraadsgebouw
- Nr. 38: Centraal warenhuis

## Vervoer
- Metro van Kiev, beide stations van het metrosysteem zijn overstapstations:
  - Stations Maidan Nezalezjnosti / Chresjtsjatyk
  - Stations Teatralna / Zoloti vorota

## Galerij

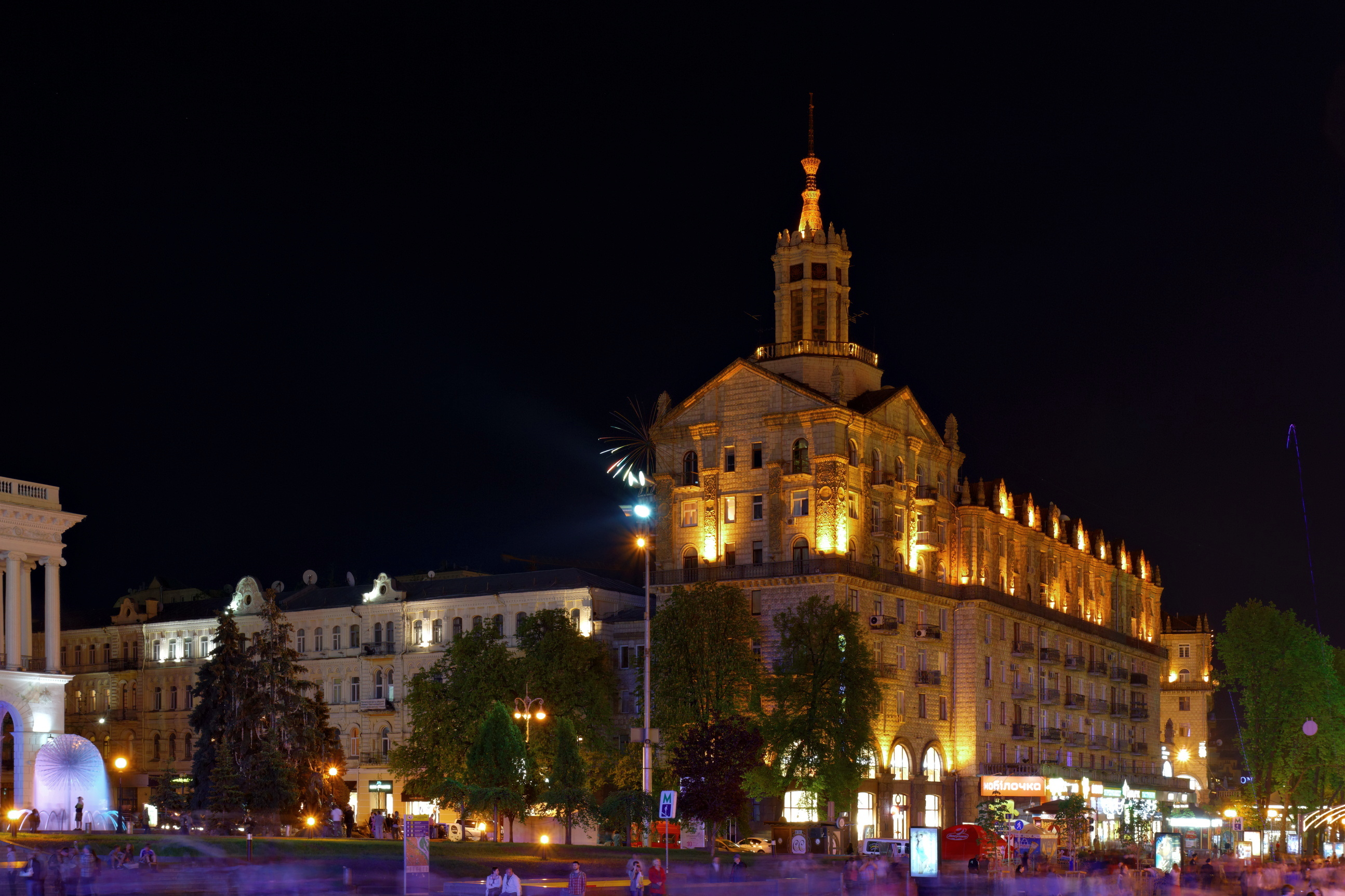
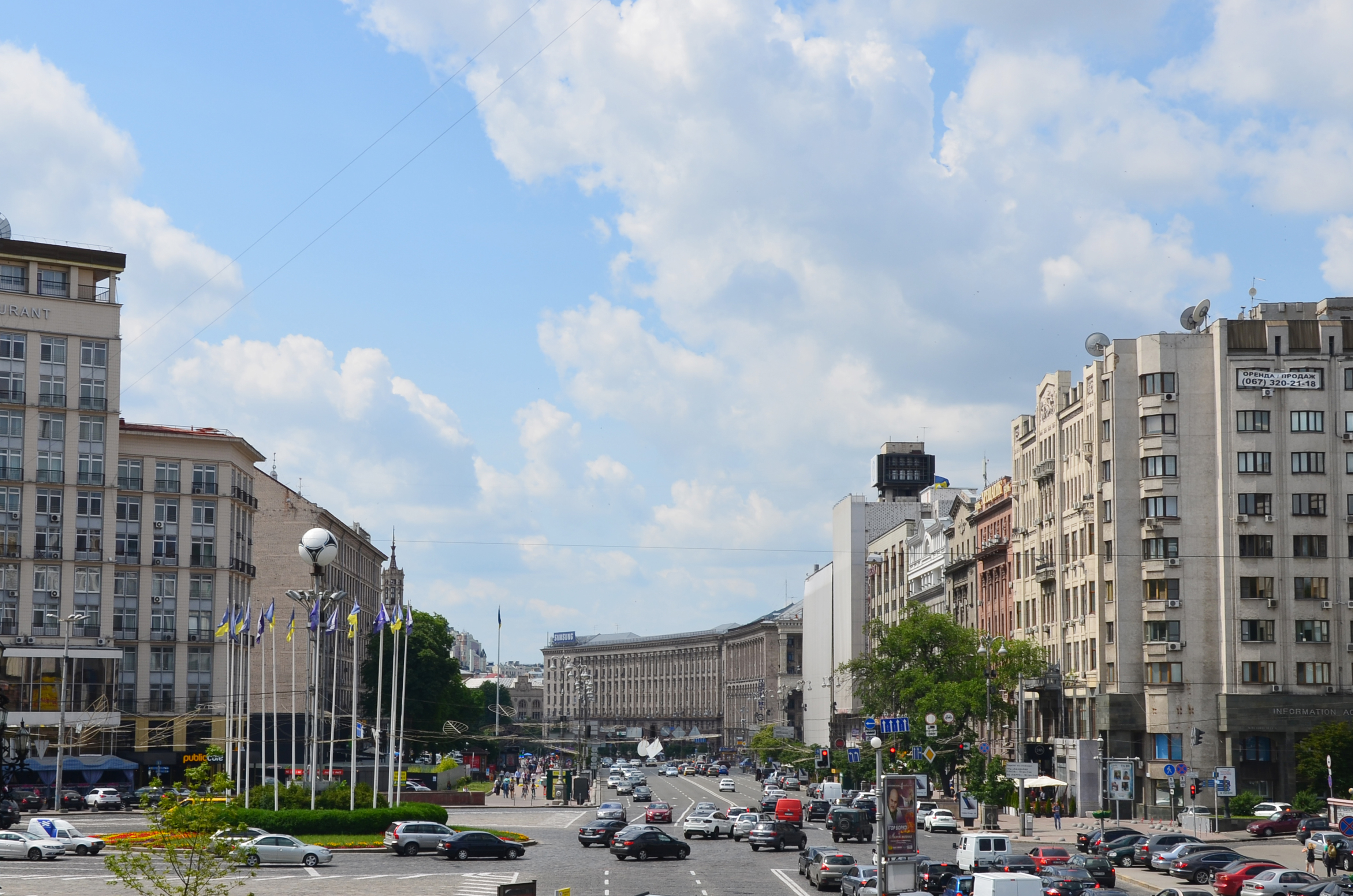
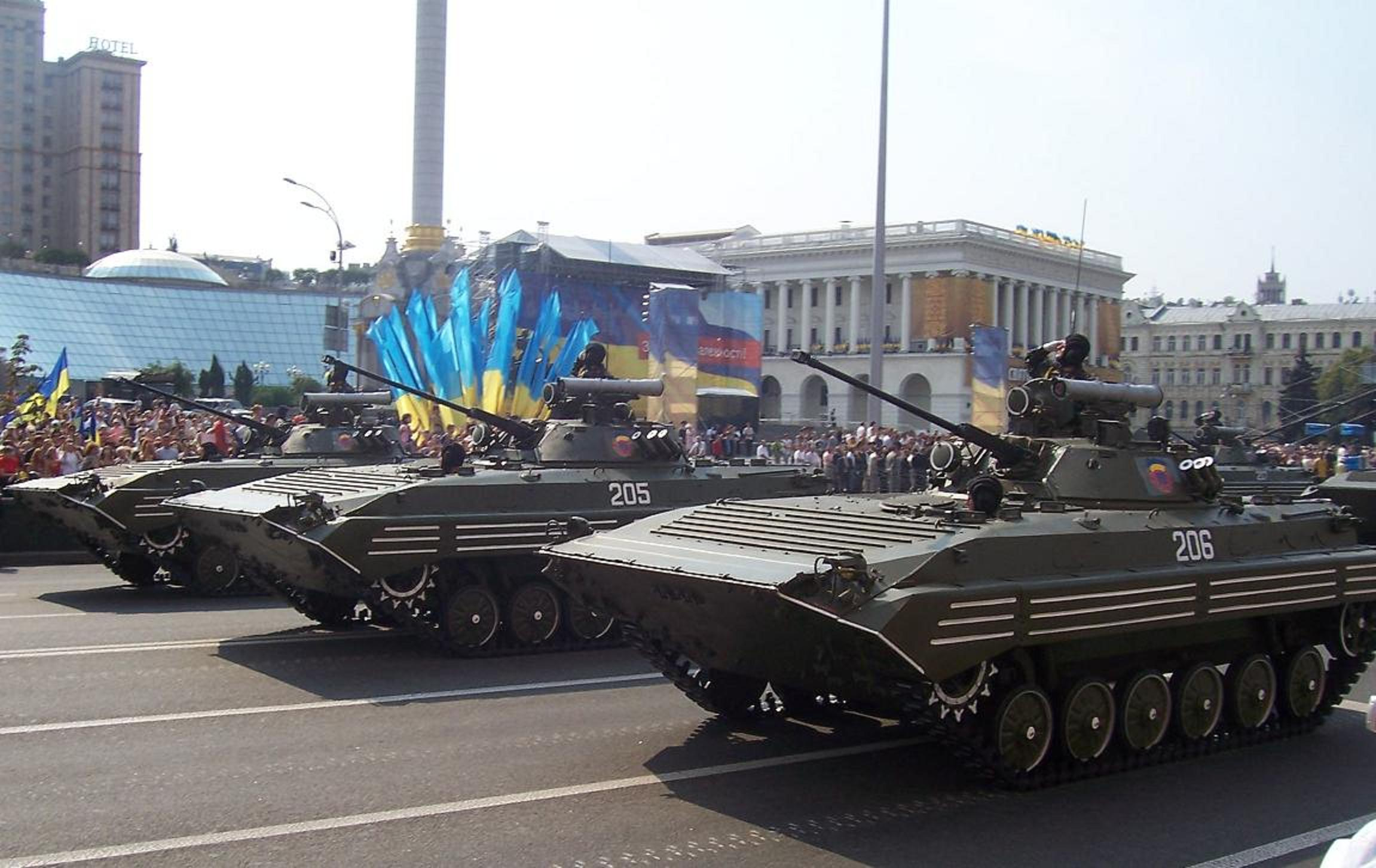
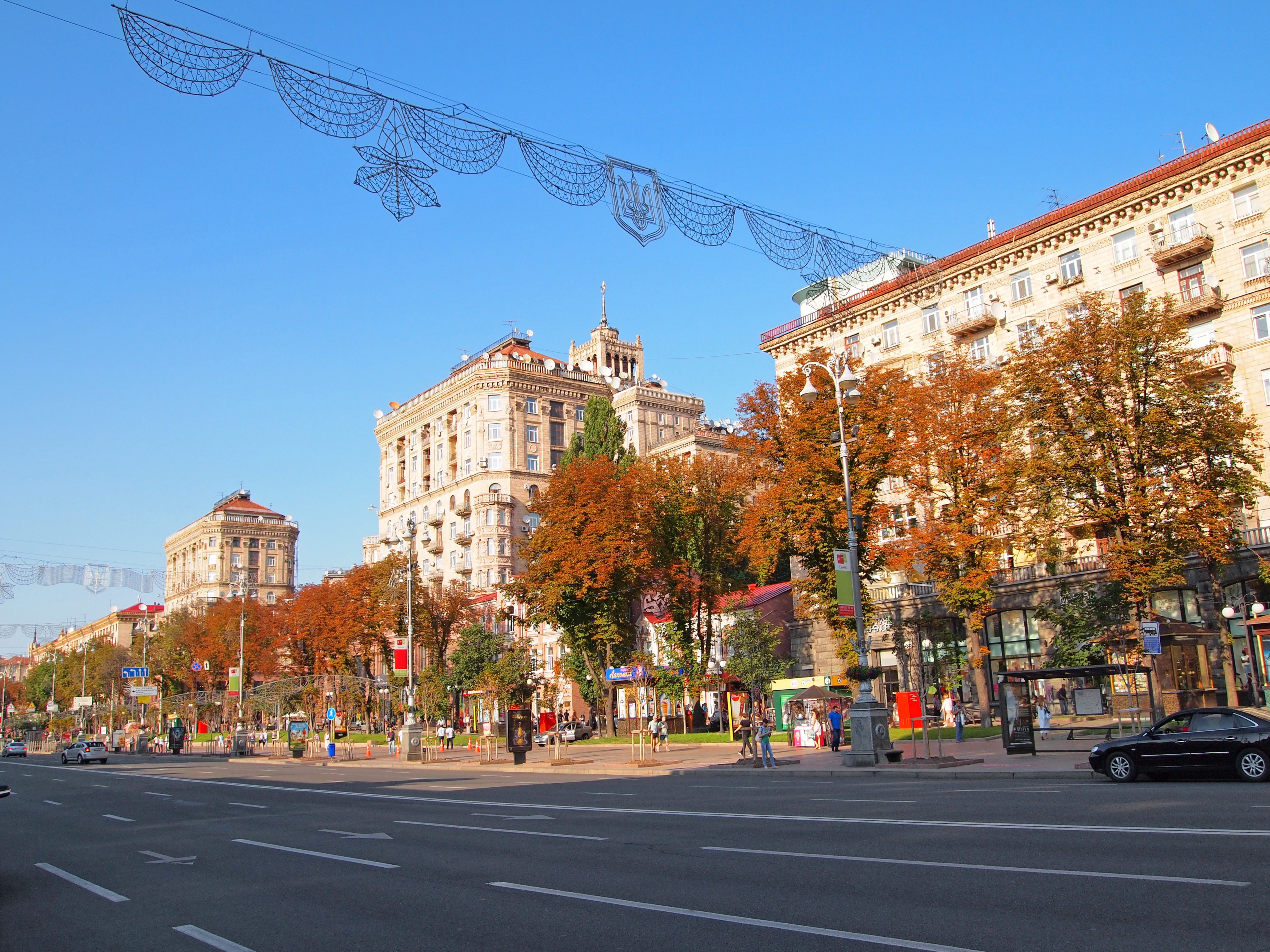
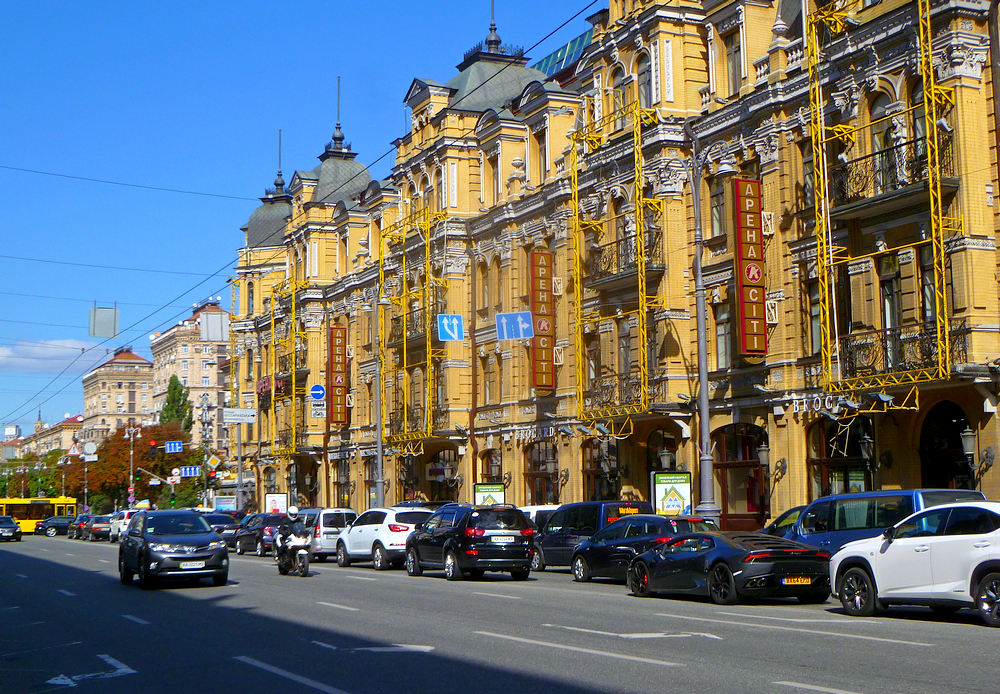
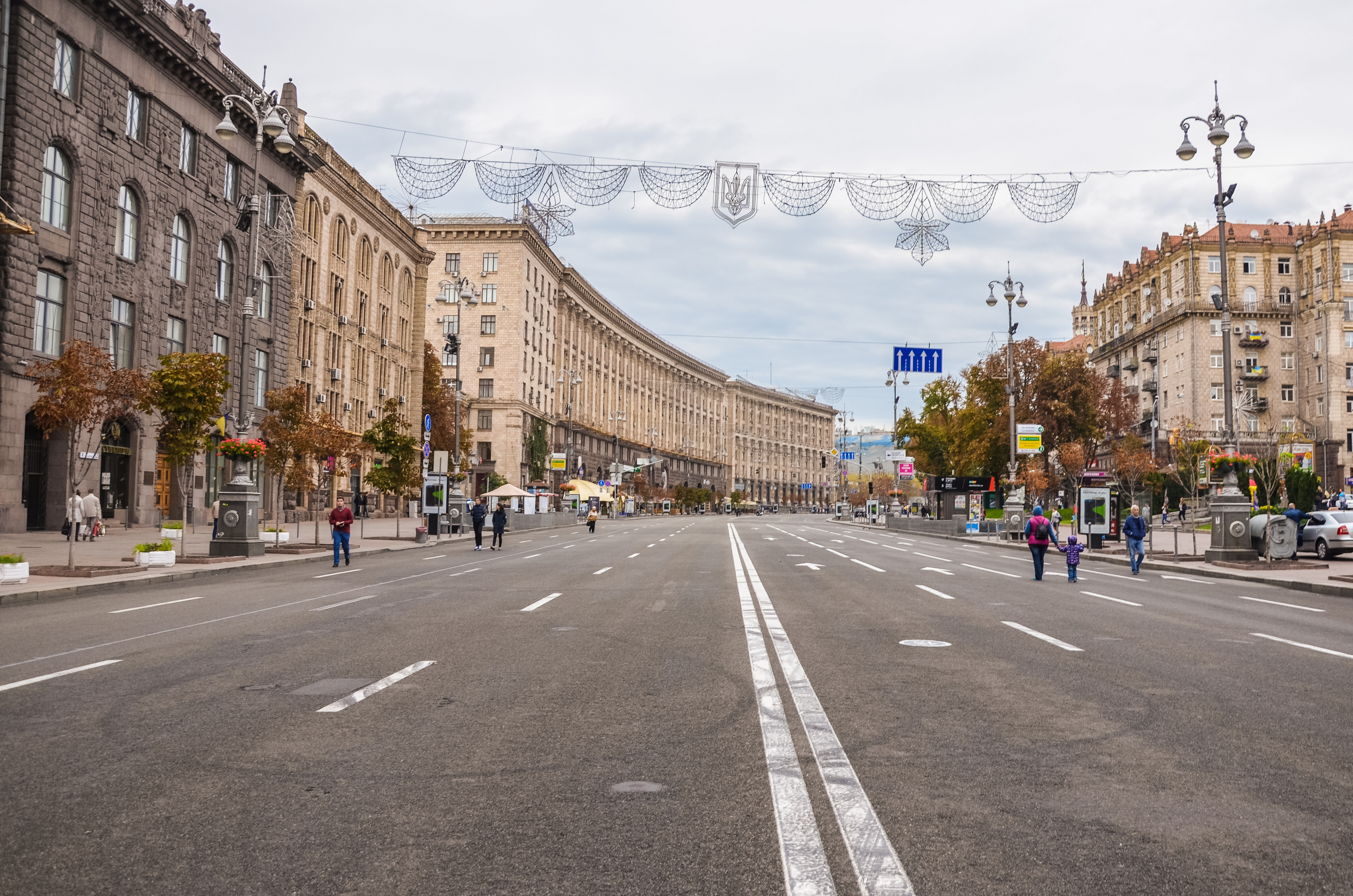